# Lleó VI d'Armènia
Lleó VI o Levon de Lusignan (1342-29 de novembre de 1393) fou rei del Regne Armeni de Cilícia, fill de Joan de Lusignan i nebot de Constantí IV d'Armènia Menor (Guiu de Lusignan), cridat pels nakharark després de l'assassinat de Constantí VI el 1373. Va pertànyer per tant a la dinastia Lusignan de la que fou el segon representant (i el darrer efectiu).
El 1344 es va haver d'escapar del país perquè Constantí V d'Armènia Menor havia donar ordres de matar-lo i se'n va anar a Xipre. Trenta anys després fou cridat per ocupar el tron. Va anar a Armènia ab la seva dona Margarita de Soissons, i foren coronats a Sis el 14 de setembre de 1374. Un pretendent de nom Ashot no va obtenir prou suport dels barons.
No gaire després els mamelucs van envair les muntanyes d'Armènia i Lleó s'hi va enfrontar però fou derrotat per forces molt superiors i va quedar assetjat a la fortalesa de Kapan. Es va haver de rendir i va entregar Sis el 13 d'abril de 1375, i fou portat al Caire on va romandre presoner set anys i fou rescatat l'octubre de 1382 per Joan I de Castella amb pedres precioses i altres joies.
Lleó va anar a Castella i va arribar malalt i pobre a Medina del Campo. El 1383 el rei castellà li va donar el títol de Senyor de Madrid i el domini de la ciutat de per vida, junt amb Vila Real (que és el nom que en aquells dies ostentava la ciutat castellana de Ciudad Real) i Andújar, propietats que generaven rendes anuals de 150.000 maravedísos. A Madrid Lleó va fer restaurar les torres del Reial Alcàsser. A la mort del rei castellà el 1390, Lleó va marxar a França i va morir a París el 29 de novembre de 1393. Federico Bravo no obstant diu que va deixar Madrid el 1385 i que el 1390 els ciutadans de Madrid van obtenir del rei la revocació de la Senyoria, de manera que Lleó V va ser el primer i únic Senyor de Madrid en tota la història. Segons això va morir a Calais el 1393 i fou enterrat a la basílica de Saint-Denis.
Del seu matrimoni només va tenir una filla, Maria de Lusignan, que va morir abans que el seu pare (el 1381). Va deixar també dos bastards, Guiu i Esteve. El regne d'Armènia estava reduït a la ciutat de Korikos, entregada de fet a Xipre vers el 1367.
| Precedit per: Constantí VI | Regne Armeni de Cilícia 1374-1375 | Succeït per: Els reis de Xipre |